# Pablo Sebastián Álvarez
Pablo Sebastián Álvarez Valeira (San Martín, 17 aprile 1984) è un ex calciatore argentino, di ruolo difensore.
Possiede il passaporto spagnolo.

## Caratteristiche tecniche
È un terzino destro che può giocare anche sulla sinistra.

## Carriera

### Club

#### Gli inizi
Álvarez comincia nelle giovanili dell'Argentinos Juniors nel 1995, passando al Boca Juniors nel 1999. Continua a giocare nelle giovanili anche con la maglia del Boca fino al 2003, quando debutta in campionato. Nella stagione 2003–2004 continua ad essere impiegato nelle giovanili, riuscendo a scendere in campo con la prima squadra 4 volte. Nel 2004 il Boca vince la Copa Sudamericana e proprio uno dei giocatori che hanno permesso al club di raggiungere questo traguardo è proprio Álvarez. Nella stagione successiva scende in campo 15 volte.

#### Estudiantes
Nel luglio 2005 lascia il Boca Juniors per unirsi all'Estudiantes, dove nel 2006 vince il Torneo d'apertura. In due stagioni colleziona 59 presenze e firma 2 reti.

#### Catania e prestito al Rosario Central
Nel gennaio 2008 il Catania lo acquista insieme a Matías Silvestre. L'allora tecnico Silvio Baldini lo fa scendere in campo 6 volte. La stagione successiva è sotto la guida di Walter Zenga e a gennaio 2009, non tornando dalle vacanze dall'Argentina, nell'ultimo giorno del mercato di riparazione viene ceduto al Rosario Central con la formula del prestito con diritto di riscatto a favore della società argentina. Non venendo riscattato, torna al Catania a giugno.

#### Prestito al Real Saragozza
Il 31 gennaio 2012 passa in prestito al Real Saragozza fino al termine della stagione.

#### Ritorno a Catania
A fine prestito ritorna al Catania, e inizia la stagione 2012-2013 sotto la guida del tecnico Rolando Maran da terzino destro titolare.

## Statistiche

### Presenze e reti nei club
Statistiche aggiornate al 7 aprile 2013.
| Stagione            | Squadra             | Campionato          | Campionato | Campionato | Coppe nazionali | Coppe nazionali | Coppe nazionali | Coppe continentali | Coppe continentali | Coppe continentali | Altre coppe | Altre coppe | Altre coppe | Totale | Totale |
| Stagione            | Squadra             | Comp                | Pres       | Reti       | Comp            | Pres            | Reti            | Comp               | Pres               | Reti               | Comp        | Pres        | Reti        | Pres   | Reti   |
| ------------------- | ------------------- | ------------------- | ---------- | ---------- | --------------- | --------------- | --------------- | ------------------ | ------------------ | ------------------ | ----------- | ----------- | ----------- | ------ | ------ |
| 2003                | Boca Juniors        | PD                  | 1          | 0          | -               | -               | -               |                    |                    |                    |             |             |             | 1      | 0      |
| 2004                | Boca Juniors        | PD                  | 4          | 0          | -               | -               | -               | CL                 | 1                  | 0                  |             |             |             | 5      | 0      |
| 2005                | Boca Juniors        | PD                  | 13         | 0          | -               | -               | -               |                    |                    |                    |             |             |             | 13     | 0      |
| Totale Boca Juniors | Totale Boca Juniors | Totale Boca Juniors | 18         | 0          |                 |                 |                 |                    | 1                  | 0                  |             |             |             | 19     | 0      |
| 2006                | Estudiantes         | PD                  | 16         | 1          | -               | -               | -               |                    |                    |                    |             |             |             | 16     | 1      |
| 2007                | Estudiantes         | PD                  | 30         | 1          | -               | -               | -               |                    |                    |                    |             |             |             | 30     | 1      |
| gen. 2008           | Estudiantes         | PD                  | 14         | 0          | -               | -               | -               | CS                 | 2                  | 1                  |             |             |             | 16     | 1      |
| Totale Estudiantes  | Totale Estudiantes  | Totale Estudiantes  | 60         | 2          |                 |                 |                 |                    | 2                  | 1                  |             |             |             | 62     | 3      |
| gen.-giu. 2008      | Catania             | A                   | 6          | 0          | CI              | 2               | 0               | -                  | -                  | -                  | -           | -           | -           | 8      | 0      |
| 2008-2009           | Catania             | A                   | 5          | 0          | CI              | 2               | 0               | -                  | -                  | -                  | -           | -           | -           | 7      | 0      |
| gen.-giu. 2009      | Rosario Central     | PD                  | 14         | 0          | -               | -               | -               | -                  | -                  | -                  | -           | -           | -           | 14     | 0      |
| 2009-2010           | Catania             | A                   | 25         | 0          | CI              | 1               | 0               | -                  | -                  | -                  | -           | -           | -           | 26     | 0      |
| 2010-2011           | Catania             | A                   | 23         | 0          | CI              | 2               | 0               | -                  | -                  | -                  | -           | -           | -           | 25     | 0      |
| 2011-gen. 2012      | Catania             | A                   | 8          | 0          | CI              | 2               | 0               | -                  | -                  | -                  | -           | -           | -           | 10     | 0      |
| gen.-giu. 2012      | Real Saragozza      | PD                  | 15         | 0          | CR              | 0               | 0               | -                  | -                  | -                  | -           | -           | -           | 15     | 0      |
| 2012-2013           | Catania             | A                   | 27         | 0          | CI              | 3               | 0               | -                  | -                  | -                  | -           | -           | -           | 30     | 0      |
| 2013-2014           | Catania             | A                   | 18         | 0          | CI              | 0               | 0               | -                  | -                  | -                  | -           | -           | -           | 18     | 0      |
| Totale Catania      | Totale Catania      | Totale Catania      | 112        | 0          |                 | 12              | 0               |                    |                    |                    |             |             |             | 124    | 0      |
| Totale carriera     | Totale carriera     | Totale carriera     | 218        | 2          |                 | 12              | 0               |                    | 3                  | 1                  |             |             |             | 233    | 3      |

## Palmarès

### Competizioni nazionali
- Campionato argentino: 1

Estudiantes: Apertura 2006

### Competizioni internazionali
- Coppa Sudamericana: 1

Boca Juniors: 2004